# Gayle Hunnicutt
Virginia Gayle Hunnicutt (Fort Worth, 6 de febrero de 1943-Londres, 31 de agosto de 2023) fue una actriz de cine, televisión y teatro estadounidense. Hizo más de treinta apariciones en películas.

## Primeros años y educación
Hija del coronel Sam Lloyd Hunnicutt y Mary Virginia Hunnicutt (de soltera Dickerson), nació en Fort Worth, Texas. Hunnicutt asistió a la Universidad de California en Los Ángeles con una beca para estudiar literatura y teatro inglés. Trabajó como modelo y luego se convirtió en actriz.

## Carrera

### Actuación
Durante su carrera cinematográfica, Hunnicutt fue encasillada como una sexpot morena. Interpretó a Emaline Fetty, una estafadora que intentaba extorsionar a los Clampett en dos episodios de The Beverly Hillbillies en 1966. Coprotagonizó con James Garner la película de detectives Marlowe (1969), en la que su personaje era una glamorosa actriz de Hollywood.
Después de mudarse a Inglaterra con su esposo David Hemmings en 1970, Hunnicutt pudo desenvolver un rango más amplio de su actuación. Ella y Hemmings coprotagonizaron dos películas de terror a principios de la década de 1970, Fragment of Fear (1970) y Voices (1973). Tuvo un papel destacado como Charlotte Stant en la adaptación televisiva de Jack Pulman de la novela de Henry James La copa dorada (1972). Interpretó a la esposa de Lionel en The Legend of Hell House (1973) y a la zarina Alejandra en la miniserie de televisión Fall of Eagles (1974). Apareció como Irene Adler, junto a Jeremy Brett, en el primer episodio de la serie de televisión Las aventuras de Sherlock Holmes («A Scandal in Bohemia») en 1984. También apareció en otro misterio de Marlowe en un episodio de Philip Marlowe, Private Eye (1983), con Marlowe esta vez interpretado por Powers Boothe. Tuvo un papel secundario en el thriller Target (1985), coprotagonizado por Gene Hackman y Matt Dillon. Hunnicutt regresó a Estados Unidos en 1989 para interpretar el papel de Vanessa Beaumont en Dallas hasta 1991.
En 2012, Hunnicutt apareció en un episodio del reality show de HGTV Selling London, en el que presentó la finca de Primrose Hill donde ella y su segundo marido, el periodista y editor Simon Jenkins, vivieron durante tres décadas.

### Escritura
Hunnicutt escribió dos libros. El primero, Health and Beauty in Motherhood, se publicó en 1984. En 2004, publicó Dearest Virginia: Love Letters from a Cavalry Officer in the South Pacific, que contiene las cartas intercambiadas por sus padres durante la Segunda Guerra Mundial.

## Vida personal y muerte
El 16 de noviembre de 1968, Hunnicutt se casó con el actor británico David Hemmings, con quien tuvo un hijo, el actor Nolan Hemmings; se divorciaron en 1975. Hunnicutt se casó con el periodista Simon Jenkins en 1978. La pareja vivía en Primrose Hill, Londres, donde criaron a su hijo Edward. Jenkins fue nombrado Knight Bachelor por sus servicios al periodismo en los honores del Año Nuevo de 2004. Se divorciaron en 2009. En 2010, empezó a salir con Richard Evans, corresponsal de tenis de The Daily Telegraph.
Hunnicutt murió el 31 de agosto de 2023, a la edad de 80 años en Londres.

## Filmografía

### Cine
- The Wild Angels (1966) como Suzie.
- P.J. (1968) como Maureen Preble.
- The Smugglers (película para televisión de 1968) como Adrianna.
- Eye of the Cat (1969) como Kassia Lancaster.
- Marlowe (1969) como Mavis Wald.
- Fragment of Fear (1970) como Juliet Bristow.
- Freelance (1971) como Chris.
- The Love Machine (1971) como chica astrológica en una fiesta (sin acreditar).
- Running Scared (1972) como Ellen Case.
- Voices (1973) como Claire.
- Scorpio (1973) como Susan.
- The Legend of Hell House (1973) como Ann Barrett.
- Noches rojas, también conocido como Shadowman (1974).
- The Spiral Staircase (1975) como Blanche.
- Strange Shadows in an Empty Room (1976) como Margie Cohn.
- The Sell Out (1976) como Deborah.
- Once in Paris... (1978) como Susan Townsend.
- The Saint and the Brave Goose (1979) como Annabelle West.
- Flashpoint Africa (1980) como Lisa Ford.
- The Million Dollar Face (película para televisión de 1981) como Diana Masterson.
- Return of the Man from U.N.C.L.E. (película para televisión de 1983) como Andrea Mackovich.
- Savage in the Orient (película para televisión de 1983) como Julian Clydesdale.
- Two by Forsyth (película para televisión de 1984)
- Target (1985) como Donna Lloyd
- Dream Lover (1986) como Claire
- Turnaround (1987) como Pat
- Silence Like Glass (1989) como Mrs. Martin
- Hard to Be a God (1989)

### Televisión
- The Beverly Hillbillies (1966) como Emaline Fetty (2 episodios)
- Superagente 86 (1966-1967) como Octavia, agente de KAOS (episodio «It Takes One to Know One»)
- The Golden Bowl (miniserie de televisión, 1972) como Charlotte Slant.
- The Ripening Seed (1973) como Madame Dalleray.
- Fall of Eagles (miniserie de televisión, 1974) como la zarina Alexandra.
- Thriller («K Is for Killing», 1974) como Suzy Buckley.
- Dylan (1978) como Liz Reitel.
- Return of the Saint (1979) como Annabelle West.
- A Man Called Intrepid (miniserie de televisión, 1979) como Cynthia.
- Fantômas (miniserie de televisión francesa, años 80) como Lady Beltham.
- The Martian Chronicles (miniserie de televisión, 1980) como Ruth Wilder.
- The Love Boat («The Mallory Quest/Julie, the Vamp/The Offer», 1980) como Janet Mallory
- Taxi (1983) como la Sra. Bascome[5]
- Tales of the Unexpected («The Luncheon», 1983) como Susan Mandeville.
- The Adventures of Sherlock Holmes («A Scandal in Bohemia», 1984) como Irene Adler.
- The First Olympics: Athens 1896 (miniserie de televisión, 1984) como Mary Sloane.
- A Woman of Substance (miniserie de televisión, 1985) como Olivia Wainright.
- Strong Medicine (1986) como Lillian Hawthorne.
- Dream West (miniserie de televisión, 1986) como Maria Crittenden.
- Dallas (1989) como Vanessa Beaumont.
- The Saint: The Brazilian Connection (1989) como la Sra. Cunningham.